# Marin Ivanov
Pour les articles homonymes, voir Ivanov.
Marin Ivanov (Марин Иванов), né le 10 novembre 1954, est un escrimeur bulgare.

## Carrière
C'est d'abord au sabre qu'Ivanov se fait connaître, en décrochant la médaille d'argent aux championnats d'Europe d'escrime 1983 en individuel. Il échoue à la dernière marche face à l'italien Giovanni Scalzo. Très vite il se reconvertit à l'épée, discipline pourtant opposée au sabre mais, dès 1985, est médaillé par équipes aux championnats du monde, une médaille d'argent obtenue après une défaite en finale contre l'Union soviétique. L'équipe bulgare est à nouveau médaillée au cours des championnats du monde suivants, de bronze cette fois-ci.
Ivanov porte les couleurs de la Bulgarie aux Jeux olympiques de Moscou, au sabre par équipes. La Bulgarie prend la huitième et dernière place de la compétition.

## Palmarès
- Championnats du monde d'escrime
- Médaille d'argent à l'épée par équipes aux championnats du monde d'escrime 1985 à Barcelone
- Médaille de bronze à l'épée par équipes aux championnats du monde d'escrime 1986 à Sofia

- Championnats d'Europe d'escrime
- Médaille d'argent au sabre aux championnats d'Europe d'escrime 1983 à Lisbonne